# Коул, Лили
Лили Коул (англ. Lily Cole; род. 27 декабря 1987) — британская модель и киноактриса.

## Биография
Родилась в английском городе Торки, но воспитывалась вместе с сестрой Элви в Лондоне. Там она окончила интернат для девочек в Марилебоне (St Marylebone School) и независимую школу Latymer Upper School.
Лили Коул ездит на учёбу на велосипеде. Её любимая модель велосипеда — Pashley Princess.

### Модельная карьера
Совет работать моделью она получила от английского манекенщика и актёра Бенджамина Харта уже в возрасте 14 лет. Впоследствии Коул подписала контракт с модельным агентством Storm Models.
Первым успехом в её карьере стала фотосессия для итальянской версии журнала Vogue, на которую Лили пригласил знаменитый американский фотограф Стивен Мейзел. Позднее Коул неоднократно появлялась на обложках самых известных журналов мод: Vogue (США, Италия, Великобритания, Япония, Республика Корея), Citizen K, Numéro, V. В ноябре 2004 года на церемонии British Fashion Awards Лили Коул была названа «Моделью года».
Лили принимала участие в рекламных кампаниях таких брендов, как Chanel, Christian Lacroix, Hermès, Longchamp, Cacharel, Topshop и Anna Sui Cosmetics, а также представляла парфюм I Love Love by Moschino. Среди дизайнеров, чьи модели одежды она демонстрировала на подиуме, Chanel, DKNY, Jean Paul Gaultier, Versace, Alexander McQueen, John Galliano, Louis Vuitton и многие другие. Её друзья в мире моды — дизайнер и журналист Филип Колберт (Philip Colbert) и модели Джемма Ворд и Эрин О’Коннор (Erin O'Connor).

### Кинокарьера
В феврале 2006 года стало известно, что музыкант Мэрилин Мэнсон планирует задействовать Лили Коул в качестве актрисы в фильме «Фантасмагория: Видения Льюиса Кэрролла». Ей была предложена роль Алисы. В 2010 году было объявлено об остановке производства фильма.
В апреле 2007 года было объявлено, что Лили получила роль Полли в картине «Одноклассницы», где кроме неё были заняты такие актёры, как Джемма Артертон, Руперт Эверетт, Колин Фёрт, Джоди Уиттакер и Стивен Фрай.
В одном из последних фильмов режиссёра Терри Гиллиама «Воображариум доктора Парнаса» Лили исполнила роль Валентины, дочери главного героя, а в фильме 2009 года «Гнев» Коул предстаёт в привычном ей образе супермодели.
В 2013 году снялась в клипе «Sacrilege» американской группы Yeah Yeah Yeahs.

## Личная жизнь
С 2008 по 2011 год встречалась с американским актёром Энрике Мурсиано.
На данный момент встречается с Квэймом Феррейра. У пары есть дочь — Уайлд Коул Феррейра (род.11 сентября 2015).

## Фильмография
| Год  |   | Русское название                 | Оригинальное название                | Роль        |
| ---- | - | -------------------------------- | ------------------------------------ | ----------- |
| 2007 | ф | Одноклассницы                    | St. Trinian’s                        | Полли       |
| 2009 | ф | Гнев                             | Rage                                 | Люттис Лиф  |
| 2009 | ф | Воображариум доктора Парнаса     | The Imaginarium of Doctor Parnassus  | Валентина   |
| 2009 | ф | Прохождение                      | Passage                              | Таня        |
| 2011 | ф | Там обитают драконы              | There Be Dragons                     | Элайн       |
| 2011 | ф | Дневники мотылька                | The Moth Diaries                     | Эрнесса     |
| 2011 | ф | Признания отпрыска века          | Confession of a Child of the Century | Бриджитт    |
| 2011 | с | Доктор Кто                       | Doctor Who                           | Сирена      |
| 2012 | ф | Белоснежка и охотник             | Snow White and the Huntsman          | Грета       |
| 2015 | ф | Посланник                        | The Messenger                        | Эмма        |
| 2017 | с | Елизавета I и ее враги           | Elizabeth I                          | Елизавета I |
| 2017 | ф | Звёздные войны: Последние джедаи | Star Wars: The Last Jedi             | Ловей       |
| 2018 | ф | Лондонские поля                  | London Fields                        | Триш Ширт   |